# George Wythe
George Wythe (ur. w 1726, zm. 8 czerwca 1806 w Richmond (Wirginia) – amerykański prawnik i polityk, jeden z ojców założycieli Stanów Zjednoczonych.
W latach 1775–1776 uczestniczył w obradach Kongresu Kontynentalnego. Był jednym z sygnatariuszy deklaracji niepodległości Stanów Zjednoczonych.
W 1779 roku, gdy w College of William & Mary utworzono pierwszą w Stanach Zjednoczonych katedrę prawa, Wythe objął tę pozycję. Wśród jego studentów byli między innymi Thomas Jefferson, John Marshall, James Monroe i Henry Clay.
W 1787 roku uczestniczył w Konwencji Konstytucyjnej w Filadelfii, podczas której uzgodniono treść Konstytucji Stanów Zjednoczonych, jednak odgrywał tam nieznaczną rolę i dokumentu nie podpisał.
Zmarł w 1806 roku, prawdopodobnie otruty przez jednego ze swoich spadkobierców.
Od jego nazwiska pochodzi między innymi nazwa hrabstwa Wythe w Wirginii oraz jego siedziby, Wytheville.